# Hřbitov ve Vlčicích u Trutnova
Hřbitov ve Vlčicích je historické, stále používané pohřebiště v centru obce Vlčice v okrese Trutnov. Renesanční hřbitovní bráně byla v roce 1964 spolu s místním kostelem sv. Vojtěcha přiřknuta památková ochrana.

## Historie
V roce 1356 je ve Vlčicích připomínána existence samostatné venkovské farnosti, tzv. plebánie. Již tehdy zde tedy musel zřejmě být hřbitov. Vlčický kostel sv. Vojtěcha byl založen jako opevněná stavba a pro hřbitov byla využita plocha uvnitř tohoto opevnění. Počátkem 19. století byla v severní části hřbitova vystavěna empírová hrobka majitelů zdejšího panství. Některé hroby na hřbitově zůstaly po roce 1945 bez údržby, hřbitov nicméně stále slouží svému účelu. Hřbitov byl původně majetkem římskokatolické církve, později se stal majetkem obce.

## Stavební podoba
Hřbitov má půdorys mírně nepravidelného oválu o výměře 1 789 m², v jehož přibližném centru se nachází rozložitá, několikrát rozšiřovaná stavba kostela sv. Vojtěcha. Do hřbitova se vstupuje mohutnou renesanční branou s obydlím v patře (brána má č. p. 171), kde bydlíval obecní ponocný. Na této bráně se také nachází pamětní deska Jana Amose Komenského. Při severní ohradní zdi hřbitova se nachází empírová hrobka rodu Silbersteinů, postavená kolem roku 1800. Na hřbitově se také nachází společný hrob tří vojáků (Alberta Moravy, Karla Bednaře a Moritze Stauda) padlých v roce 1866 v bitvě u Trutnova. Několik dalších hrobů upomíná na vojáky padlé v první světové válce. Na návsi, před renesanční hřbitovní branou, se nachází barokní sousoší sv. Jana Nepomuckého s anděly z roku 1733, které je rovněž památkově chráněno. Areál kostela, hřbitovní brány a hřbitova je přirozenou dominantou celé vesnice. 

### Hrobka rodu Silbersteinů na hřbitově

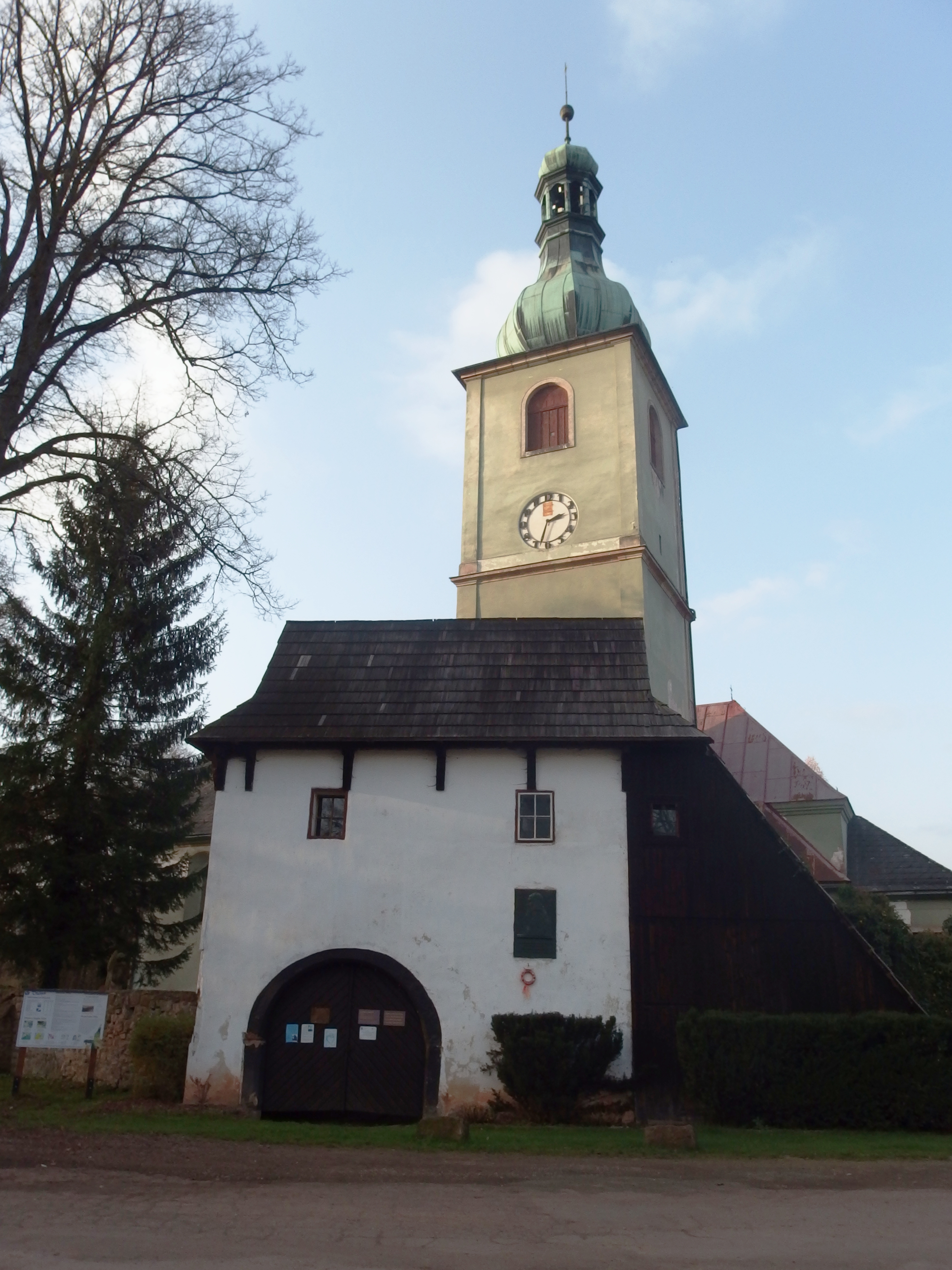
Renesanční hřbitovní brána a vlčický kostel sv. Vojtěcha

Hrobka je empírová kaplová stavba čtvercového půdorysu. Fasáda členěná pilastry a kladím je ozdobena nápodobou rostlinných motivů. Po stranách vchodu do hrobky jsou v nikách sochy truchlících postav. Nad vchodem ve štítu hrobky je rodový erb Silbersteinů. Interiér hrobky je zaklenut jednoduchou křížovou klenbou.

## Okolí
V blízkosti areálu kostela a hřbitova, oddělen od nich jen silnicí a parčíkem, se nachází vlčický zámek. Opodál, ve větší vzdálenosti od kostelního areálu (což není u církevních staveb zcela obvyklé), je situována také někdejší místní fara, kde v roce 1627 pobýval krátce Jan Amos Komenský a která je stále církevním majetkem.